# NGC 1182
NGC 1182 este o galaxie spirală situată în constelația Eridanul. A fost descoperită în 1886 de către Ormond Stone⁠(d).